# Ashmanhaugh
Ashmanhaugh é uma cidade e freguesia no distrito de North Norfolk em Norfolk, Inglaterra, cerca de 10,1 milhas (16,3 km) de Norwich. A paróquia tem uma área de 482 hectares e uma população de 197 pelo censo de 2001

## Transporte
A via principal é a A1151, que vai de Norwich até Stalham.

### Aeroporto
O Aeroporto Norwich está localizado 11,5 milhas (18,5 km) sul da povoado e oferece ligações aéreas directas entre o Reino Unido e a Europa.

## Igreja
A igreja de Ashmanhaugh, denominada "São Swithin" (Saint Swithin), é uma das 124 igrejas com torre circular existentes em Nolfork.